# Gnu

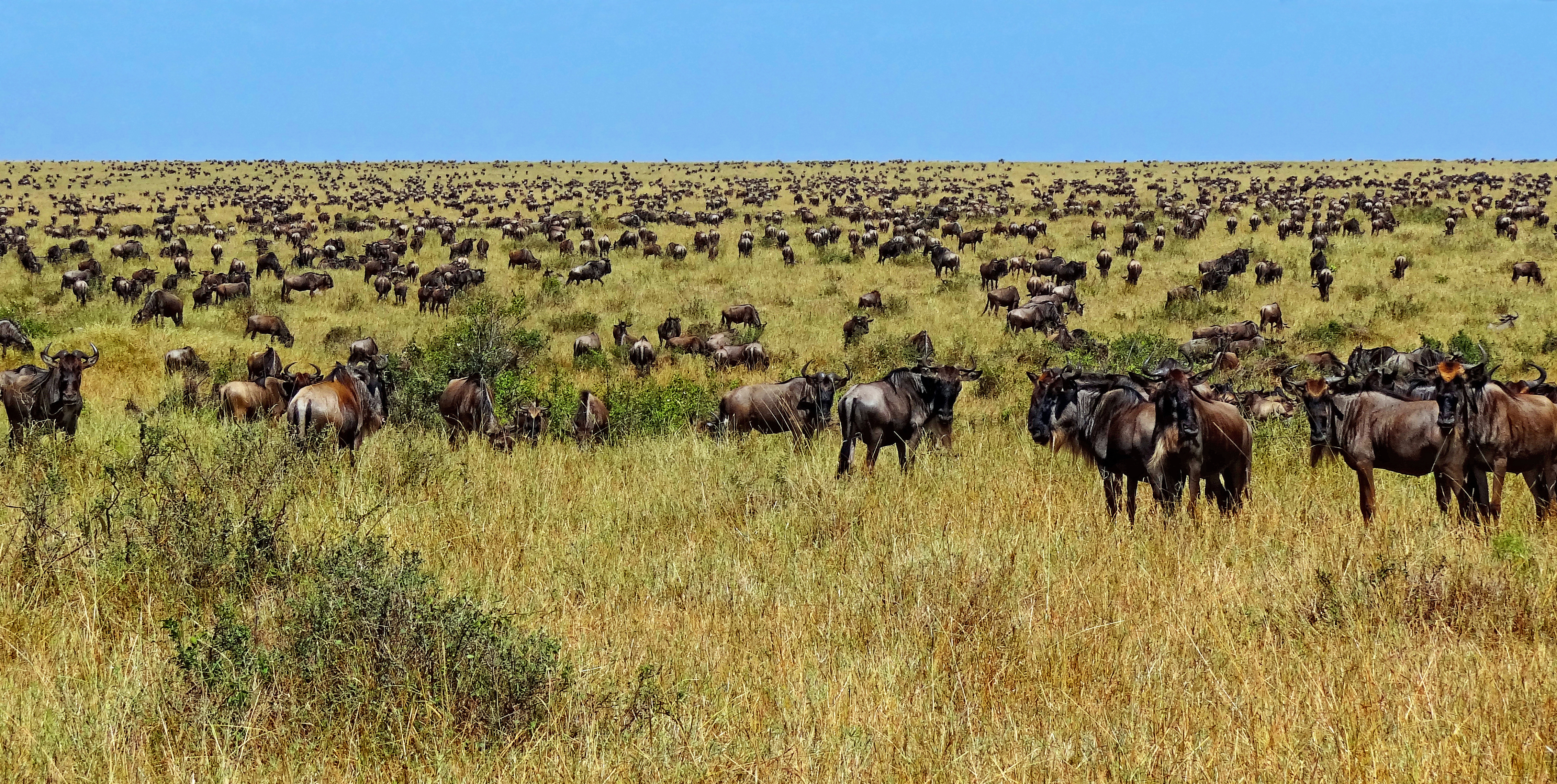
Um bando de gnus

O gnu é um grande mamífero ungulado do gênero Connochaetes, que inclui duas espécies, ambas nativas do continente africano. Também é conhecido como boi-cavalo (e, em Moçambique, cocone).  Há duas espécies de gnus: o gnu-de-cauda-branca (Connochaetes gnou) e o gnu-de-cauda-preta (Connochaetes taurinus).
Os gnus pertencem à família dos bovídeos (Bovidae), que inclui bovinos, caprinos, bubalinos, antílopes e outros mamíferos ungulados. Fazem parte da tribo Alcelaphini, da subfamília Antilopinae.
Podem correr até 80 km/h para fugir dos predadores. Já em defesa da cria, como instinto, a mãe gnu, em fúria, é capaz de enfrentar leopardos, hienas e até mesmo leões, com seus chifres e coices. A gestação é em média de 260 dias, nascendo apenas uma cria. Vivem em grandes manadas, e pastam pelas savanas. Sua altura é em torno de 1,50 a 2,50 metros, e pesam em média de 250 quilos. Gnus vivem em média apenas 20 anos, embora seja possível atingirem até mesmo os 40 anos.

## Etimologia
"Gnu" vem do boximane nqu, através do inglês gnu ou do francês gnou.

## Predadores
Nas savanas africanas, os gnus são vítimas constantes dos leões, leopardos, hienas, crocodilos, cães selvagens africanos (também conhecidos por mabecos) e ocasionalmente dos guepardos. Esses carnívoros preferem aqueles que estão doentes, os velhos, os filhotes, os que se isolam da manada e os que morrem naturalmente.[carece de fontes?]

## Espécies
- Connochaetes gnou
- Connochaetes taurinus

### Características do gnu-de-cauda-preta
Os gnus azuis possuem grandes chifres em forma de parênteses, entendendo-se para fora, para o lado e em seguida, curvando-se para cima e para dentro. No macho, as pontas podem atingir um período total de cerca 90 cm , enquanto que as fêmeas é de cerca de metade do tamanho dos machos. Estes chifres de fêmeas como de ambos os sexos são  um pouco larga  na base e são sem sucos. No entanto com ainda o dimorfismo sexual , os chifres do sexo masculino tem uma estrutura patrão - como juntar os dois chifres. Os machos são maiores que as fêmeas. Os gonus azuis é uma das maiores espécies de antílopes. O gnu azul pode ficar de 118 a 145 cm  de altura no ombro.O comprimento de cabeça  e do corpo pode variar de 150 a 250 cm e o intervalo de comprimento da cauda de 56 a 100 cm. Massa corporal é tipicamente de 120 Os gnus azuis possuem grandes chifres em forma de parênteses, entendendo-se para fora, para o lado e em seguida, curvando-se para cima e para dentro. No macho, as pontas podem atingir um período total de cerca 90 cm , enquanto que as fêmeas é de cerca de metade do tamanho dos machos. Estes chifres de fêmeas como de ambos os sexos são  um pouco larga  na base e são sem sucos. No entanto com ainda o dimorfismo sexual , os chifres do sexo masculino tem uma estrutura patrão - como juntar os dois chifres. Os machos são maiores que as fêmeas. Os gonus azuis é uma das maiores espécies de antílopes. O gnu azul pode ficar de 118 a 145 cm  de altura no ombro.O comprimento de cabeça  e do corpo pode variar de 150 a 250 cm e o intervalo de comprimento da cauda de 56 a 100 cm. Massa corporal é tipicamente de 120 kg  a 275 kg. A fêmea recorde de tamanho e masculino pesava 260 kg e 290.[carece de fontes?]

### Características do gnu-de-cauda-branca
O gnu negro apresenta uma pelagem densa, castanha escura ou negra, sendo os machos mais escuros que as fêmeas, ambos os sexos  se tornam mais claro no verão  enquanto no inverno a pelagem se torna mais espessa . Tal como seu parente, o gnu azul, o gnu negro  tem uma característica, uma espessa barba e crina. No entanto no caso gnu negro , a crina é erecta ao longo do pescoço  e tem uma coloração branca ou creme com pontos  negros. A barba é também negra  cobrindo apenas a mandíbula inferior. Sobre a zona do nariz  tem outra mancha de pelo longo e negro. Uma outra zona de pelagem  longa e negra que não existe no gnu azul, existe entre os membro anteriores cobrindo o peito. Os chifres  curvasse  para baixo, para frente e para cima,com ganchos e tem cerca de 78 cm , em forma de forquilha , existem em ambos os sexos embora sejam ligeiramente mais finos e mais curtos nas fêmeas. A base do chifre é alargada e achatada  formando um escudo protector do crânio.[carece de fontes?]